# Charles-Joseph de Pollinchove
Charles-Joseph de Pollinchove fut président du Parlement de Flandres à Douai et chevalier, seigneur de Beuvrière, Honnevin, Saint-Python - Haussy et autres lieux, conseiller ordinaire du roi.

## Biographie
Fils de Jacques-Martin de Pollinchove, premier président, et de Marie-Magdeleine Chambge, né à Tournai le 28 mai 1675, il fut nommé conseiller le 6 novembre 1703 puis garde des sceaux de la chancellerie établie au Parlement de Flandres le 4 décembre 1707 et premier président le 1er juillet 1710.
Il devient président du parlement à la suite de la démission de son père Jacques-Martin de Pollinchove. De même son fils Gaspard-Félix-Jacques de Pollinchove lui succéda.
Il est le grand-père de Charles-Xavier de Francqueville d'Abancourt, né à Douai le 4 juillet 1758 et assassiné à Versailles le 9 septembre 1792, dernier ministre de la guerre nommé par Louis XVI.

## Actions

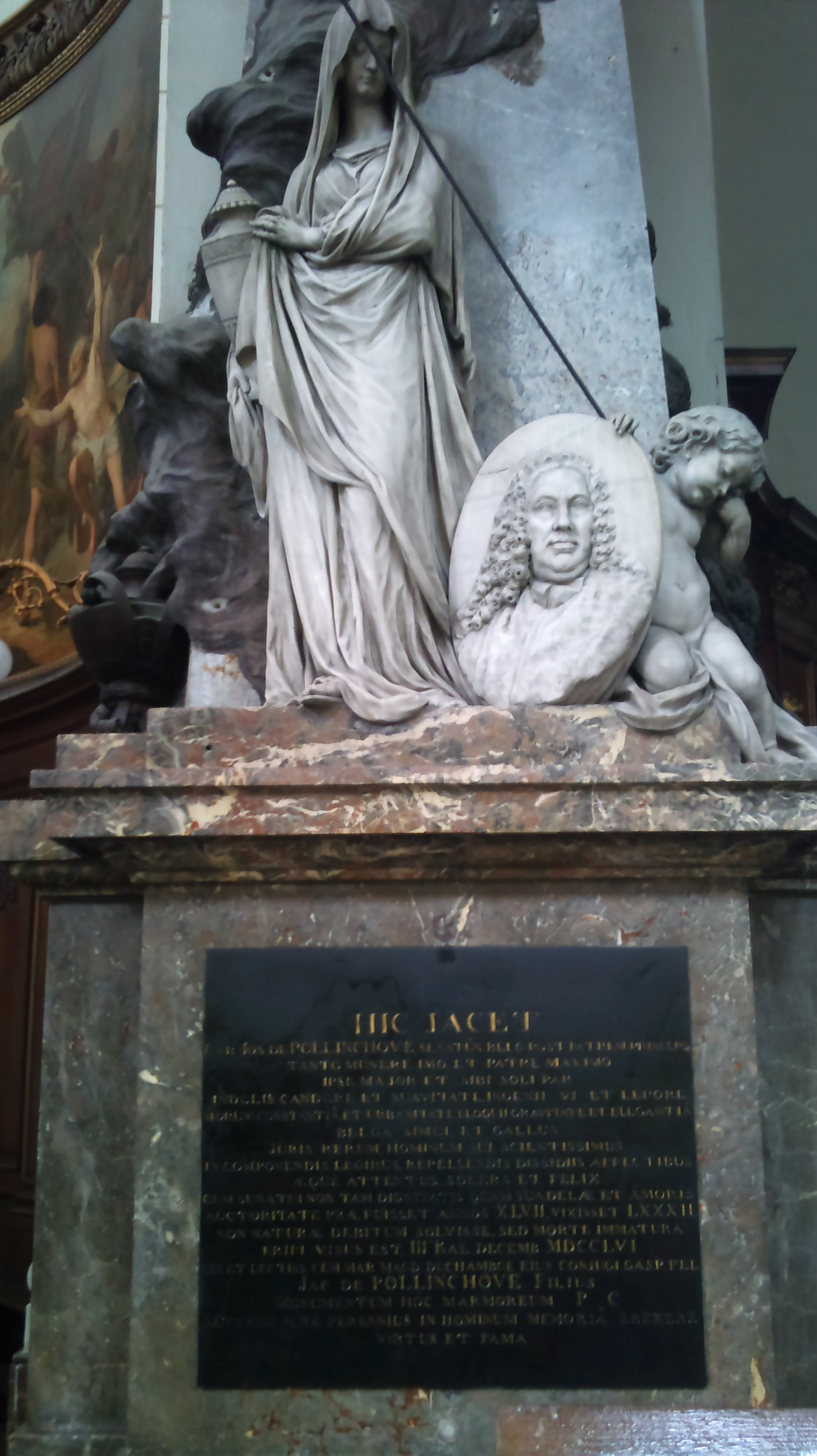
Cénotaphe en la Collégiale Saint-Pierre de Douai.

Nous lui devons la restauration de la collégiale Saint-Pierre de Douai et de l'hôpital général de Douai dont il pose la première pierre le 22 juillet 1756.
En la collégiale Saint-Pierre de Douai dans le transept gauche se trouve un cénotaphe au président du Parlement de Flandres M. Charles-Joseph de Pollinchove sculpté par Christophe-Gabriel Allegrain (1710-1795).
Le peintre Joseph Aved lui dressa également son portrait qui fut par la suite sculpté par Melnini.

## Rues
Une place de Douai lui est consacrée. Le palais de justice de Douai y est situé.